# K. Szabó Zoltán
K. Szabó Zoltán (Izsák, 1937. szeptember 7. –) villamosmérnök, nyugalmazott vezérigazgató. 
Általános iskoláit Kecskeméten, a Református Kollégiumban végezte. 1951-ben származása miatt középiskolában nem tanulhatott tovább ezért tanulmányait a fővárosban folytatta: elektroműszerész tanuló lett. Később a Kandó Kálmán Technikum esti tagozatán híradásipari technikus végzettséget szerzett; magyar tanára, Bada Gyula meghatározó személy volt számára. 1960-tól a BME Villamosmérnöki Karán tanult, 1966-ban diplomázott.
Első és egyetlen munkahelye az Elektronikus Mérőkészülékek Gyára (EMG) volt, ahol 1954-ben a bemérő műszerésze lett. 1962-ben az EMG műszerszolgálatának vezetésével bízták meg. 1968-tól a számítógép gyáregységben a MEO és a számítógép üzembe helyezés és szerviz munkáját vezette. Aktív részese volt a későbbi ESZR R10 számítógép alapját képező francia CII licenc számítógép átvételének.
1970-ben vállalkozási főosztályvezetővé nevezték ki. 
Kezdeményezte és irányította HUNOR CNC szerszámgép vezérlés gyártmánycsalád kifejlesztését. 1978-ban a vállalat fejlesztési igazgatóhelyettese lett.
1986 őszén az EMG vezérigazgatójává választották. 1991 és 1995 között, a rendszerváltás miatt bekövetkezett felszámolás alatt a gyár működését irányította.
A Magyar Elektronikai és Informatikai Szövetség alapító elnöke, a Neumann János Számítógép-tudományi Társaság és az Informatika Történeti fórum tagja. Szakmai tevékenységét a Munka Érdemrend arany fokozatával ismerték el.